# Aléka Katséli
Aléka (Alexandra) Katséli (en grec moderne : Αλέκα Κατσέλη), née à Athènes (Grèce) le 19 octobre 1917 et morte dans cette ville le 11 septembre 1994, est une actrice dramatique et danseuse grecque.

## Biographie
Aléka Mazaraki naît en 1917. Elle apparait pour la première fois sur la scène du Théâtre d'art en 1942, pendant l'Occupation. Après la libération, et après une série de succès, elle est embauchée en 1945 au Théâtre national  et y fait sa première apparition en tant que Portia (en) dans la pièce Le Marchand de Venise de Shakespeare et sera plus tard l'épouse de son metteur en scène, Pélos Katsélis. Après deux ans, elle quitte le National et apparait dans diverses œuvres dramatiques sur la scène d'autres troupes. En 1950, elle est réengagée au Théâtre national, apparaissant dans des rôles principaux dans Sainte Jeanne de Bernard Shaw et Three worlds, a life de Dionysios Romas (el).
Dans le même temps, elle joue dans le film La Louve (Lycaena, 1951) et participe aux drames de danse Marsyas et Shapes of a woman du Greek Dance Drama de Mános Hadjidákis (1949), poursuivant une riche carrière théâtrale culminant en 1986 avec son rôle dans la pièce La Maison de Bernarda Alba de Federico García Lorca.
L'actrice s'est mariée avec le metteur en scène Pélos Katsélis avec qui elle a eu deux filles, Nora (el) et Loúka.

## Filmographie
- 1951 : La Louve : Louka
- 1956 : L'Enlèvement de Perséphone : Demeter
- 1960 : Jamais le dimanche
- 1962 : Electra : Clytemnestre
- 1978 : Cri de femmes